# Leo Windtner

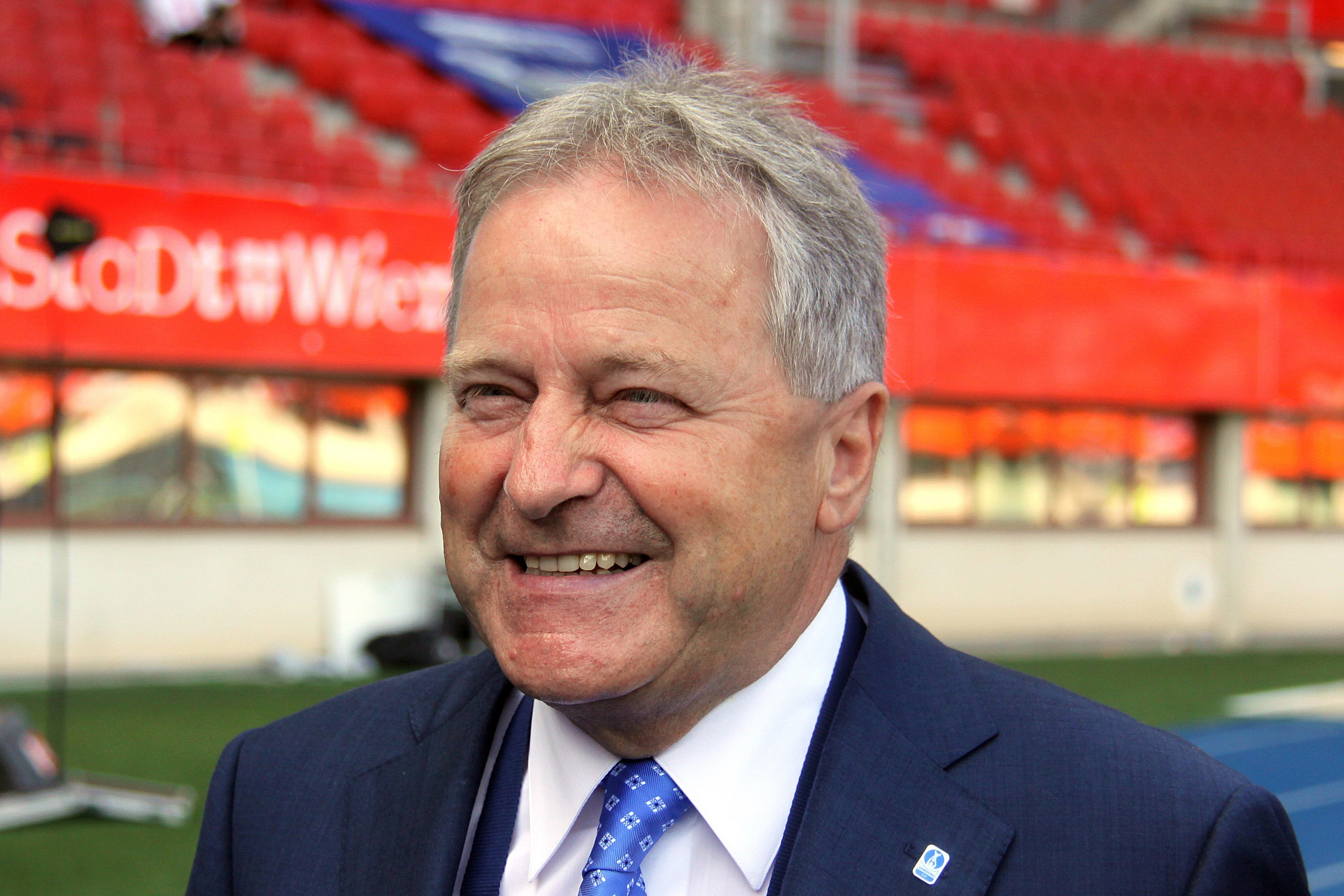
Leo Windtner (2012)

Leopold „Leo“ Windtner (* 30. August 1950 in Linz; † 8. August 2025 in Gmunden) war ein österreichischer Fußballfunktionär und Generaldirektor der Energie AG Oberösterreich. Von 2009 bis 2021 war er Präsident des Österreichischen Fußball-Bundes (ÖFB).

## Ausbildung und Beruf
Windtner maturierte an der Bundeshandelsakademie in Linz und absolvierte anschließend ein Welthandel-Studium an der Wiener Wirtschaftsuniversität, welches er 1977 mit der Promotion abschloss. 1978 begann er bei der Oberösterreichischen Kraftwerke AG (OKA), der heutigen Energie AG Oberösterreich; 1985 wurde er zum Abteilungsleiter ernannt und 1994 zum Vorstandsvorsitzenden und Generaldirektor bestellt. Sein Vertrag wurde im Juni 2009 um weitere fünf Jahre bis 31. Oktober 2014 verlängert. Ende Februar 2017 schied er vorzeitig aus dem Amt aus und übergab Anfang März 2017 den Posten des Generaldirektors seinem Nachfolger Werner Steinecker.

## Engagement im Sport
Von 1989 bis 1996 war Windtner Präsident der Sportunion Oberösterreich, anschließend bis 2009 Präsident des Oberösterreichischen Fußballverbandes. 
Ab 1999 war Windtner Vizepräsident des ÖFB und nach dem Rücktritt von Friedrich Stickler am 7. November 2008 wurde Windtner mit einer Mehrheit bei der Abstimmung gegen Günter Kaltenbrunner im Februar 2009 zum ÖFB-Präsident gewählt. In seine Amtszeit fallen das Engagement von Marcel Koller als Teamchef gegen internen Widerstand und die erstmalige Qualifikation (2008 als Euro-Gastgeber nicht nötig) für die Euro 2016. Nach über zwölf Jahren Amtszeit gab er im August 2021 bekannt, für die Präsidentenwahl am 17. Oktober 2021 nicht mehr anzutreten.

## Weiteres Engagement
Politisch engagierte sich Windtner in der Gemeinde St. Florian und war deren Vizebürgermeister von 1979 bis 1985, sowie Bürgermeister von 1985 bis 1995.
Seit 1996 war er Obmann der St. Florianer Sängerknaben. Seit 1970 war er Mitglied der katholischen Studentenverbindung KÖHV Franco-Bavaria Wien. Später wurde er noch Mitglied der KAV Capitolina Rom.
Ab 2004 war Windtner Präsident des Aufsichtsrates der Oberösterreichischen Versicherung. Im Juni 2019 folgte ihm Reinhold Mitterlehner in dieser Funktion nach.

## Privates
Windtner war verheiratet, Vater dreier Töchter und in Markt St. Florian wohnhaft.
Am 8. August 2025 starb Windtner 74-jährig beim Bergsteigen am Traunstein an einem Herzstillstand. Er wurde am 16. August 2025 in St. Florian beigesetzt.

## Auszeichnungen
- 2011: Großes Goldenes Ehrenzeichen für Verdienste um die Republik Österreich[13]
- 2019: Mostdipf-Preis[14]